# Аквилија Севера
Јулија Аквилија Севера била је римска царица, односно супруга цара Елагабала.

## Биографија
Пре удаје за Елагабала Јулија је била весталка. Елагабал се ради ње 220. године развео од своје супруге Јулије Пауле, а венчање је изазвало саблазан у Риму, с обзиром да су се весталке сматрале девицама, односно биле дужне одржавати целибат под претњом казне закопавањем под земљу. Наводи историчара сугеришу да је Елагабалов мотив био религијске природе; он се тиме као следбеник сиријског бога сунца Ел-Габала настојао повезати са римском богињом Вестом, односно венчање је представљало симболички брак оријенталног и римског божанства.
Без обзира на то, римска јавност је била толико разгњевљена да је Елагабалова баба Јулија Меза успела свог унука наговорити да се 221. године разведе од Аквилије и ожени за много прикладнију супругу Ану Фаустину. Међутим, тај брак није потрајао; Елагабал ју је већ после неколико месеци оставио те се вратио Аквилији, која је са њиме остала до његовог убиства 222. године.
Антички извори су нејасни и непоуздани о томе каква је, заправо, била природа Елагабаловог и Аквилијиног односа. Према некима је она као узорна верница брак сматрала светогрђем и у њега ушла против своје воље, а у некима је чак била жртва Елагабаловог силовања. Према другим изворима Елагабала уопште није занимала у сексуалном смислу, с обзиром да је био хомосексуалац или бисексуалац, а Касије Дион наводи да је имао озбиљнију везу са својим кочијашем Хијерколом него са иједном од својих супруга.